# Томмазо Саліні
Томмазо Саліні (італ. Tommaso Salini; 1575, Рим — 13 вересня, 1625, Рим) — італійський художник доби бароко, майстер натюрмортів. Брав замови на біблійні композиції, створив декілька картин побутового жанру. Римська художня школа.

## Маловідомий життєпис
- Належав до призабутих майстрів. Невелика кількість фактів з життя художника відновлена за архівними документами.
- Народився в Римі близько 1575 року. День і місяць народження невідомі. Походив з родини римського скульптора.
- Брався за біблійні композиції та картини побутового жанру. Спеціалізувався на створенні натюрмортів, не схожих на барокові натюрморти майстрів антверпенської школи чи натюрморти голландців, в чому досяг помітних успіхів.
- Підтримував дружні стосунки з художником і історіографом Джованні Бальйоне (1566—1643). Як і Бальоне належав до табору ворогів Караваджо.

Джованні Бальоне відтворив коротку і неповну біографію Томмазо Саліні.
- З 1605 року — член Гільдії святого Луки в Римі. Мав нещастя посваритися із Антіведуто Граматіка, котрий зробив усе можливе, аби позбавити художника членства в гільдії. Кількість членів гільдії була обмежена. Вивільнене після Томмазо Саліні місце віддали художникові-французу Симону Вуе. Томмазо Саліні вдалося відновити власне членство в римській гільдії лише 1618 року.
- Був кавалером ордену «Золотої шпори».
- Помер в Римі 13 вересня 1625 року.

Художник Оттавіано Леоні, заклопотаний історіографічними пошуками, створив галерею графічних портретів італійських художників. Малюнки з портретами Караваджо і Томмазо Саліні були створені теж, попри неприємні стосунки між ними.

## Вибрані твори
- «Натюрморт з овочами, змією і мишкою», приватна збірка
- «Пастушок, що грає з кицькою», Севастополь
- «Байка Езопа»
- «Тортури Христа», Москва
- «Мисливські трофеї і фрукти», приватна збірка
- «Юнак з фьяскою біля полиці з капустою», Музей Тиссена-Борнемісса, Мадрид
- «Овочі, фрукти та квіти в кошику», Пінакотека Кастелло Сфорцеско, Мілан.

## Галерея вибраних творів

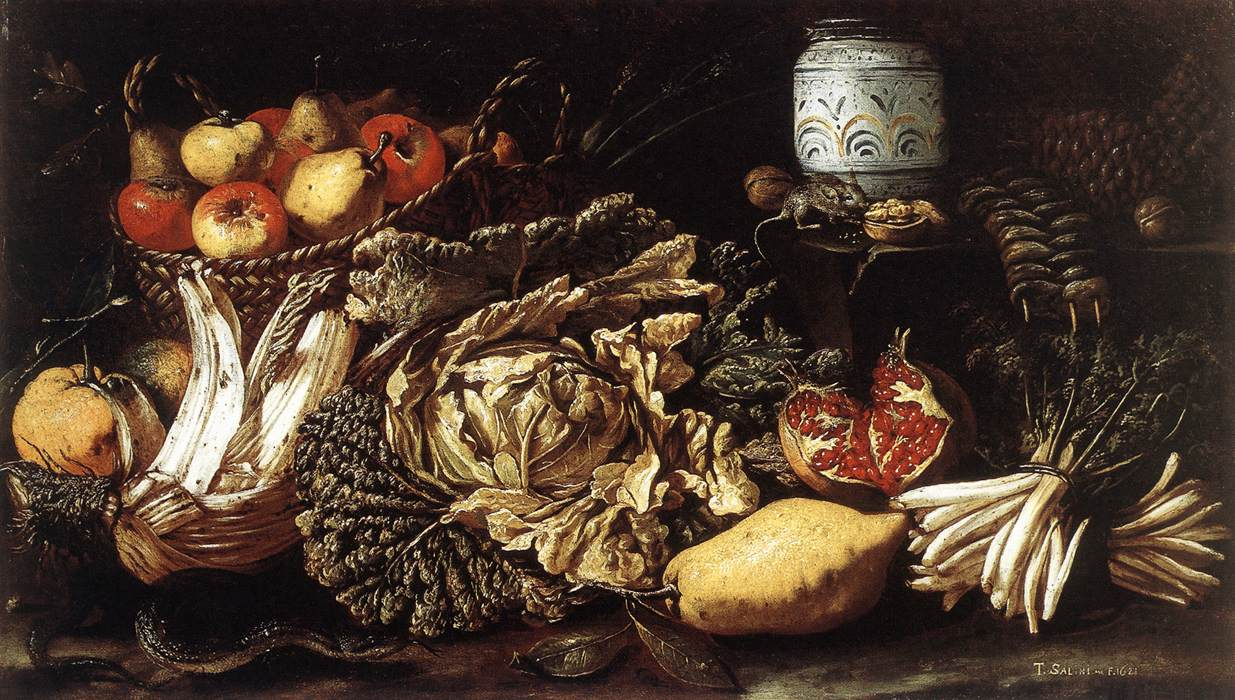
Томмазо Саліні. «Натюрморт з овочами, змією і мишкою», приватна збірка

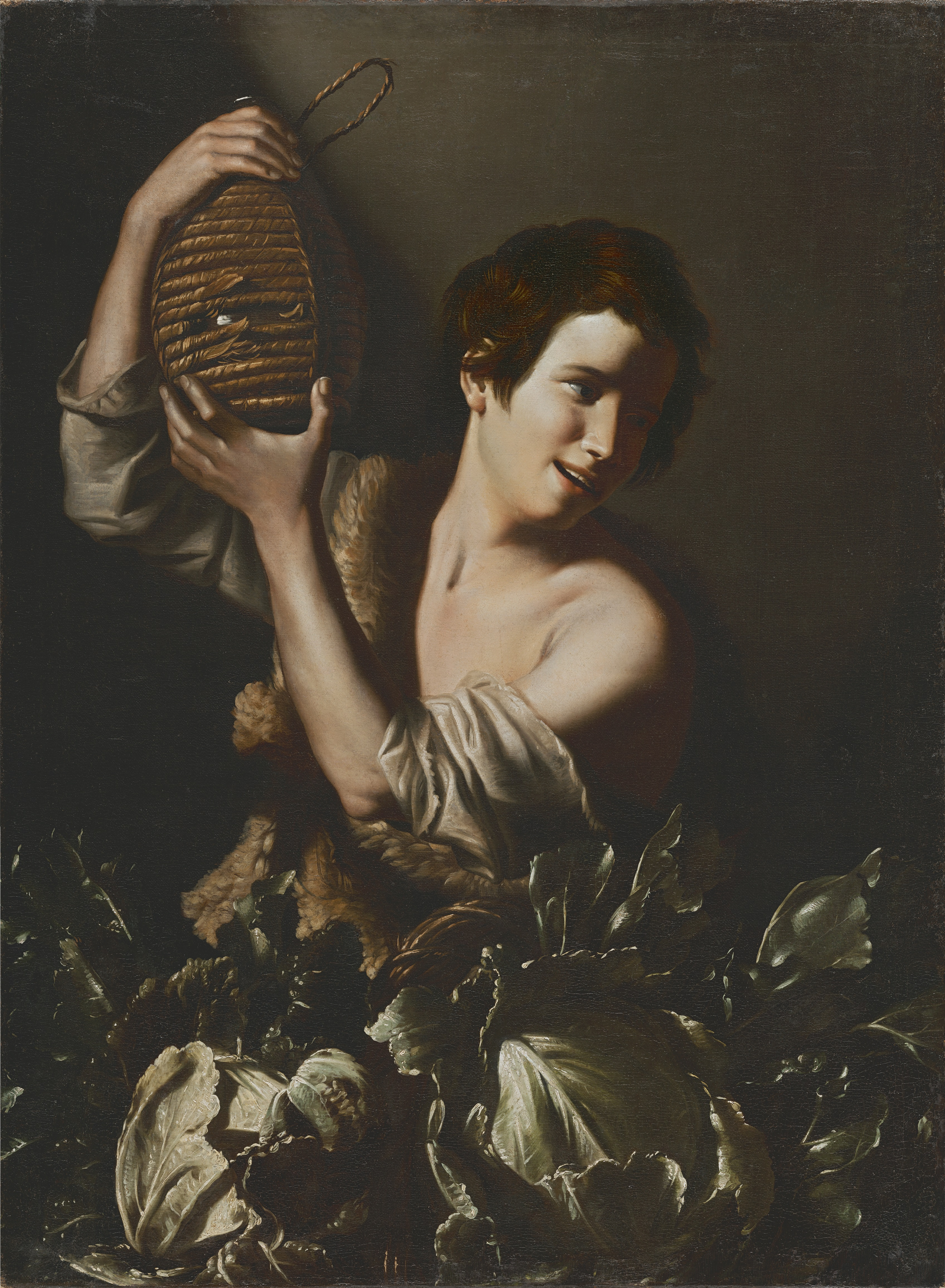
Томмазо Саліні. «Юнак з фьяскою біля полиці з капустою», Музей Тиссена-Борнемісса, Мадрид
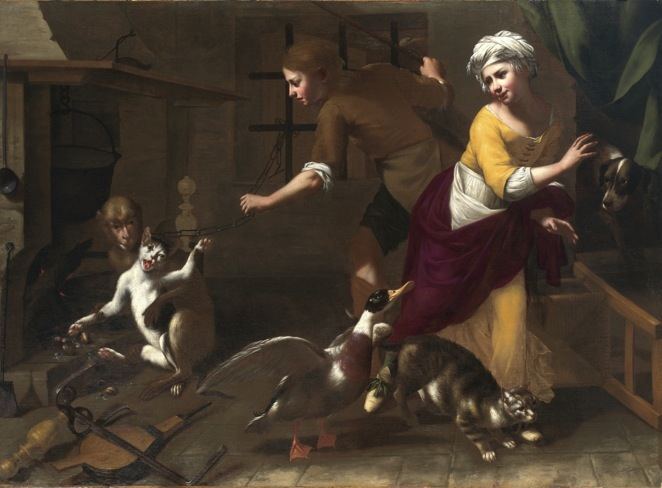
Томмазо Саліні. «Байка Езопа»
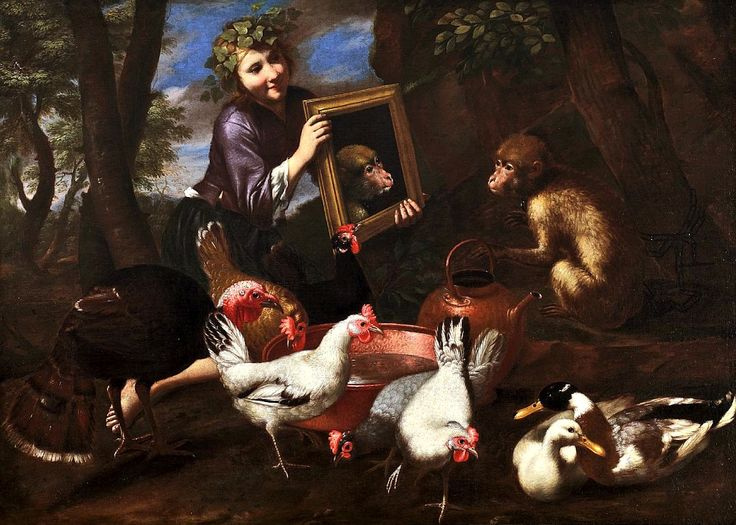
Томмазо Саліні. «Карикатура на людство», бл. 1620 р.
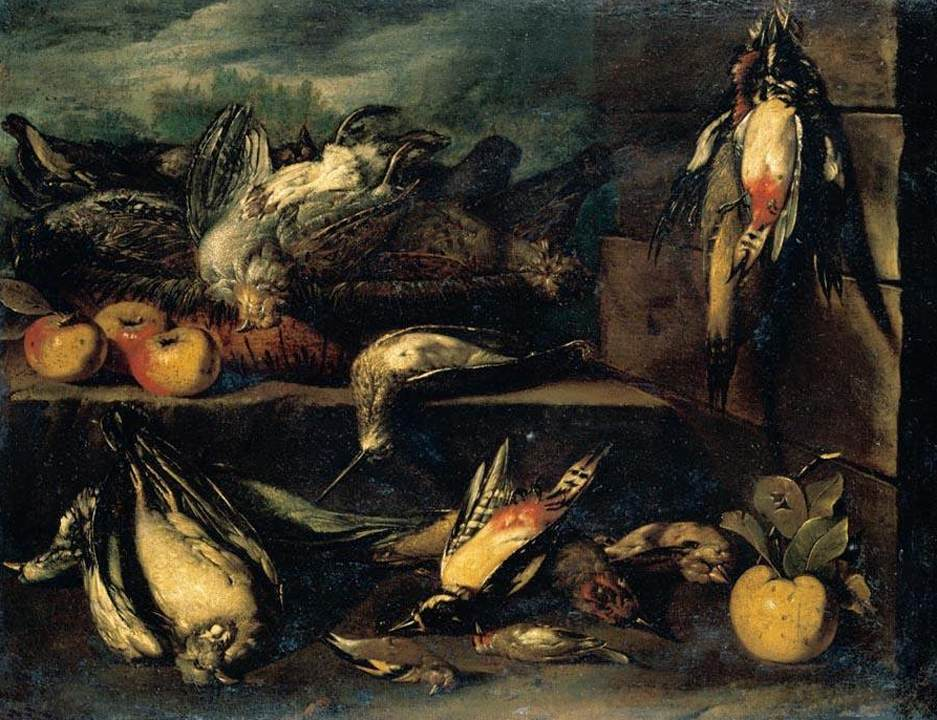
Томмазо Саліні. «Мисливські трофеї та фрукти», приватна збірка
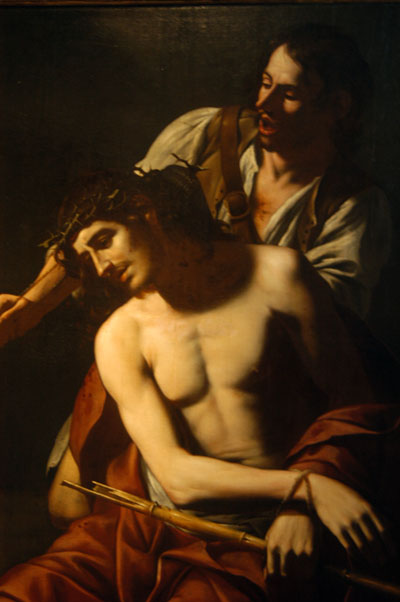
Томмазо Саліні. «Тортури Христа», Москва